# Guitar World
Guitar World est un magazine musical mensuel américain consacré à la guitare, lancé en 1980. D'abord publié par Harris Publications (en), le magazine est racheté par Future en 2003. Il est ensuite racheté par NewBay Media (en) en 2012.
Ses pages présentent systématiquement des tablatures et des leçons de guitare. Guitar World possède aussi une chaîne YouTube, qui comporte des vidéos de guitaristes jouant leurs chansons en plan rapproché et des cours sur la théorie de la musique.
Le magazine a été accusé de sexisme, notamment au niveau de son édition annuelle Guitar World's Gear Guide. La musicienne américaine St. Vincent a posé en T-shirt pour la couverture de l'édition de février 2017 de Guitar World dans le but de dénoncer le sexisme présent dans les pages du magazine.